# Jean-François Exiga
Jean-François Exiga (ur. 9 marca 1982 roku w Ajaccio) – francuski siatkarz; reprezentant Francji, grający na pozycji libero. Obecnie występuje w drużynie GFC Ajaccio VB. Do kadry narodowej po raz pierwszy został powołany w 2005 roku.

## Sukcesy klubowe
Puchar Francji:
- 2007, 2013, 2014, 2015[2], 2016, 2017

Mistrzostwo Francji:
- 2013, 2014, 2015
- 2007, 2008

Mistrzostwo Włoch:
- 2012

Superpuchar Francji:
- 2012, 2014, 2016

## Sukcesy reprezentacyjne
Liga Światowa:
- 2006

Mistrzostwa Europy:
- 2009